# 中の人
中の人（なかのひと）とは、主にキャラクターの演者・運営者、各種製品・サービスの開発者や提供者などの裏方を指す俗語。

## 概要
等身大ヒーローなどの特撮作品で特定のキャラクターを演じるスーツアクターやプロスポーツにおけるマスコットの操演者（文字通りスーツ・着ぐるみの「中に入っている人」）を指すインターネットスラングとして使われ始め、転じて、ある役柄を演じる俳優や声優、バーチャルYouTuber（VTuber）を演じる人物、さらに、特定の企業や団体などのスタッフ・関係者（インサイダー）、ウェブサイトのウェブマスター（管理者）など、いわゆる裏方・黒衣役全般を指すように派生していった。
とりわけオンラインゲームの開発者、管理者、ゲームマスターや、ご当地萌えキャラ等を運営する中の人は「○○たんの中の人」「神」とも形容され、時に、ファンから崇拝に近いフィードバックや、熱烈なコンタクトを受ける場合もある。ただし仕事の性質上、公にはその素性が明らかでない者も多い。
「中の人」に明確な定義は存在しておらず、例えば声優を（キャラクター、あるいは作品製作に関わる）「中の人」と称する場合はあるが、音楽の製作に関わっていてもアーティストを「中の人」と称する例は少ない。
アニメ『古墳GALのコフィー』では、この語を元に、古墳たちの中に埋葬されている人を文字通り「中の人」と表現している。

## 語源
語源は吉田戦車の4コマ漫画『伝染るんです。』の作中にて、登場キャラクターの「かわうそ」が「下の人などいない!」と怒るセリフから派生したものと言われているが、同じく吉田による連載作品『ゴッドボンボン』内で「中の人などいない!」というセリフが登場しており、こちらの方が用例としては古い。またゲーム雑誌『ファミ通』にて吉田による4コマ漫画『はまり道』作中にて、スクウェア『フロントミッション』における戦闘用ロボットヴァンツァーに乗り込むパイロットのことを「中の人」と表現している。

## 「中の人」を名乗る人物
- 萬Z（量産型） - 自らの別名義である「manzo」を萬Z（量産型）の「中の人」であると称している。
- 電車男 - 著者の名義「中野独人」は「中の一人」をもじったもの。
- 山岸愛梨 - 自ら声を演じる「WEATHEROID TypeA Airi」の「中の人」であるとTwitterプロフィールに記述していた。のちに「マネージャー」を自称している。

## 「中の人」を題材とした作品
- 動物園 (落語)
- 姫宮さんの中の人（月見草平）
- ロボジー（2012年の映画。矢口史靖監督）
- 天気予報の恋人
- 中の人などいない! トーキョー・ヒーロー・プロジェクト（アダルトゲーム、ALcot）